# Sport Club Alassio 1934-1935
Questa voce raccoglie le informazioni riguardanti lo Sport Club Alassio nelle competizioni ufficiali della stagione 1934-1935.

## Rosa
| N. |                   | Ruolo | Calciatore       |
| -- | ----------------- | ----- | ---------------- |
|    | Italia (bandiera) | C     | Spartaco Baghino |
|    | Italia (bandiera) | P     | Chiesa           |
|    | Italia (bandiera) | D     | Paolo Ferrando   |
|    | Italia (bandiera) | C     | Francia          |
|    | Italia (bandiera) | A     | Angelo Gamma     |
|    | Italia (bandiera) | A     | Giovine          |

| N. |                   | Ruolo | Calciatore    |
| -- | ----------------- | ----- | ------------- |
|    | Italia (bandiera) | C     | Sergio Grosso |
|    | Italia (bandiera) | D     | Ionata        |
|    | Italia (bandiera) | A     | Marchesi      |
|    | Italia (bandiera) | D     | Pietro Strata |
|    | Italia (bandiera) | D     | Zanchetti     |